# 沈繼祖
沈繼祖（?—?），字述之，興國（今屬江西）人。
孝宗乾道五年（1169年）進士。知當陽縣。寧宗慶元二年（1196年），除校書郎，追論程頤為偽學，遷監察御史。是年十二月，在韓侂胄支持下，沈繼祖聯合監察御史胡紘彈劾朱熹，論「不孝其親」、「不敬於君」、「不忠於國」、「玩侮朝廷」、「哭吊汝愚」、「為害風教」等六大罪，第六条又有“诱引尼姑以为宠妾”，“家妇不夫而孕”之言；還主張斬熹之首，以絕朱學，而史稱「慶元黨案」。朱熹趕忙上書：“草茅賤士，章句腐儒，唯知偽學之傳，豈適明時之用”，並表示“深省昨非，細尋今是”。 
有《梔林集》，已佚。沈繼祖之詩，曾收入《永樂大典》。